# Laviolle
Laviolle é uma comuna francesa na região administrativa de Auvérnia-Ródano-Alpes, no departamento de Ardèche. Estende-se por uma área de 13,84 km². Em 2010 a comuna tinha 107 habitantes (densidade: 7,7 hab./km²).